# Corrado Alvaro
Corrado Alvaro (15. dubna 1895 San Luca – 11. června 1956 Řím) byl italský spisovatel a novinář.
Pocházel z šesti dětí, jeho otec byl učitel. Studoval na jezuitské škole, kterou vedl lexikograf Lorenzo Rocci, byl však vyloučen za četbu Carducciho Hymnu na Satana. Bojoval v první světové válce a byl raněn, v roce 1919 získal diplom z literatury na Milánské univerzitě. Pracoval pro deníky Il Resto di Carlino, Corriere della Sera a La Stampa, jako literát debutoval prózou L'uomo nel labirinto (Člověk v bludišti). V roce 1925 podepsal Manifest antifašistických intelektuálů, jehož autorem byl Benedetto Croce. Později však provedl jisté úlitby režimu, jako byl oslavný článek o vysoušení Pontinských bažin. V roce 1935 navštívil Sovětský svaz a kriticky zobrazil tamní poměry v románu L’uomo è forte (Člověk je silný). Od roku 1945 byl tajemníkem Národního syndikátu spisovatelů. Majitel neapolského deníku Risorgimento Achille Lauro mu nabídl místo šéfredaktora, Alvaro však pro politické neshody z novin za čtyři měsíce odešel. V roce 1951 mu byla udělena Cena Strega za knihu vzpomínek Quasi una vita (Téměř život).
Byl představitelem verismu a ve svých knihách otevřeně zobrazoval problémy rodné Kalábrie, jako je chudoba a negramotnost venkovanů nebo vliv zločinecké organizace 'Ndrangheta. Jeho nejznámějším dílem je sbírka povídek Lidé v Aspromonte (1930, český překlad 1941), za kterou dostal literární cenu novin La Stampa. Své zážitky z první světové války uplatnil v knize Dvacetiletí (1930, český překlad 1979). Jako scenárista se podílel na filmech Země nikoho (režie Mario Baffico, 1939) a Bezejmenné ženy (režie Géza von Radványi, 1950). Přeložil také do italštiny díla Paula Louise Couriera, Fjodora Sologuba a Roberta Louise Stevensona.
Je pohřben v obci Vallerano, kam jezdil na letní byt, místní škola a knihovna nesou jeho jméno. Je po něm také pojmenována budova Palazzo Corrado Alvaro ve městě Reggio di Calabria.